# HD 65189
HD 65189，又名CP-52 1333，SAO 235612、HR 3100，是一颗恒星，视星等为6.38，位于銀經266.19，銀緯-12.36，其B1900.0坐标为赤經7h 52m 26.1s，赤緯-52° -12.36′ 6″。